# Зуб Хамыца
Зуб Хамыца, другие варианты — Зуб Аркыза, Кок-Дандаг (осет.  Хæмыцы дæндаг, Архъызы дæндаг, Хъох-дæндаг) — в осетинском нартском эпосе чудодейственный зуб нартского героя Хамыца, подаренный ему его тётей Кызмыда, которой этот зуб достался от Аркыза.

## Мифология
В нартском эпосе есть рассказ, как Хамыц и его брат-близнец Урызмаг поспорили о том, кто из них старше. Тогда они решили отправиться к сестре своего отца Кызмыде, чтобы она помогла разрешить их спор. По дороге Урызмаг держался правой стороны дороги, а Хамыц — левой. Прибыв к своей тёте, они спросили её о первенстве среди них. Кызмыда ответила им, что существует обычай, по которому можно узнать первенство:

«Дети мои, зря вы меня допытываете, ведь вы не хуже меня обычаи знаете: в дороге правой стороны всегда придерживается старший, а перемётные сумы с левой стороны всегда везёт младший. Выходит, Урызмаг — старший, а Хамыц — младший».

Услышав это от Кызмыды, Хамыц рассердился на сестру своего отца и наслал на неё проклятие, чтобы серый осёл Бората её огулял. Проклятия нартов всегда сбывались, поэтому Кызмыда решила умилостивить Хамыца ценным подарком — зубом Аркыза, который обладал чудесной силой — стоило его показать женщине, как она сразу же влюблялась в его обладателя:

"Это такой зуб, что ни одна женщина, которой ты его покажешь, которая увидит его у тебя во рту, не сможет устоять пред тобой, не сможет сказать тебе «нет».

Зуб Аркыза был единственным предметом, сохранившимся от древних предков нартов. Сперва его носили женщины, потом стали носить и мужчины. Он никогда не подводил своего владельца: выполнял все их желания и удовлетворял их прихоти и страсти. Этот зуб обладал свойством никогда не теряться. Хамыц пользовался этим зубом для удовлетворения своей страсти не единожды. Однако, пользуясь чудодейственной силой этого зуба, Хамыц постепенно терял мужество и доблесть. Куда бы ни приходил Хамыц, все девушки были его. Особенно Хамыц использовал этот чудесный зуб, чтобы глумиться над богатыми, кичливыми и надменными девушками из рода Бората. Когда кто-нибудь из этого рода справлял свадьбу, то Хамыц показывал зуб невестке и она в первую же брачную ночь была его. Показал Хамыц этот зуб и Мысырхан — дочери Сайнаг-Алдара, что стало причиной непримиримой вражды между этими двумя нартскими героями. Сайнаг-Алдар нанёс в поединке своим прославленным мечом удар по Хамыцу и убил его. Удар меча пришёлся о чудесный зуб Хамыца. От меча отлетел кусочек, и так появился месяц.

## Источник
- Нарты. Осетинский героический эпос, М., Главная редакция Восточной литературы, 1989, ISBN 5-02-016996-X